# Gugelhupf

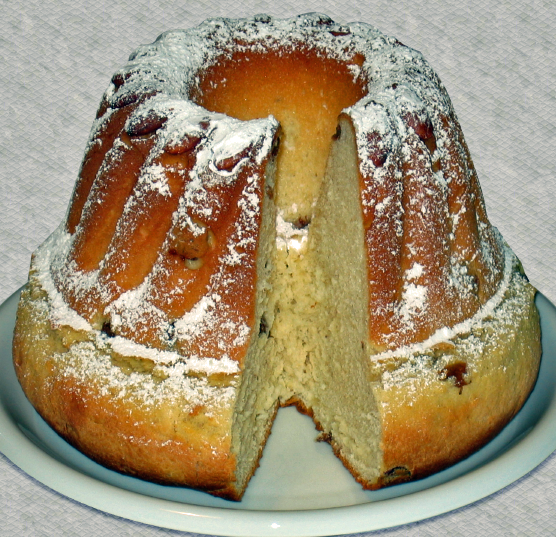
Gugelhupf

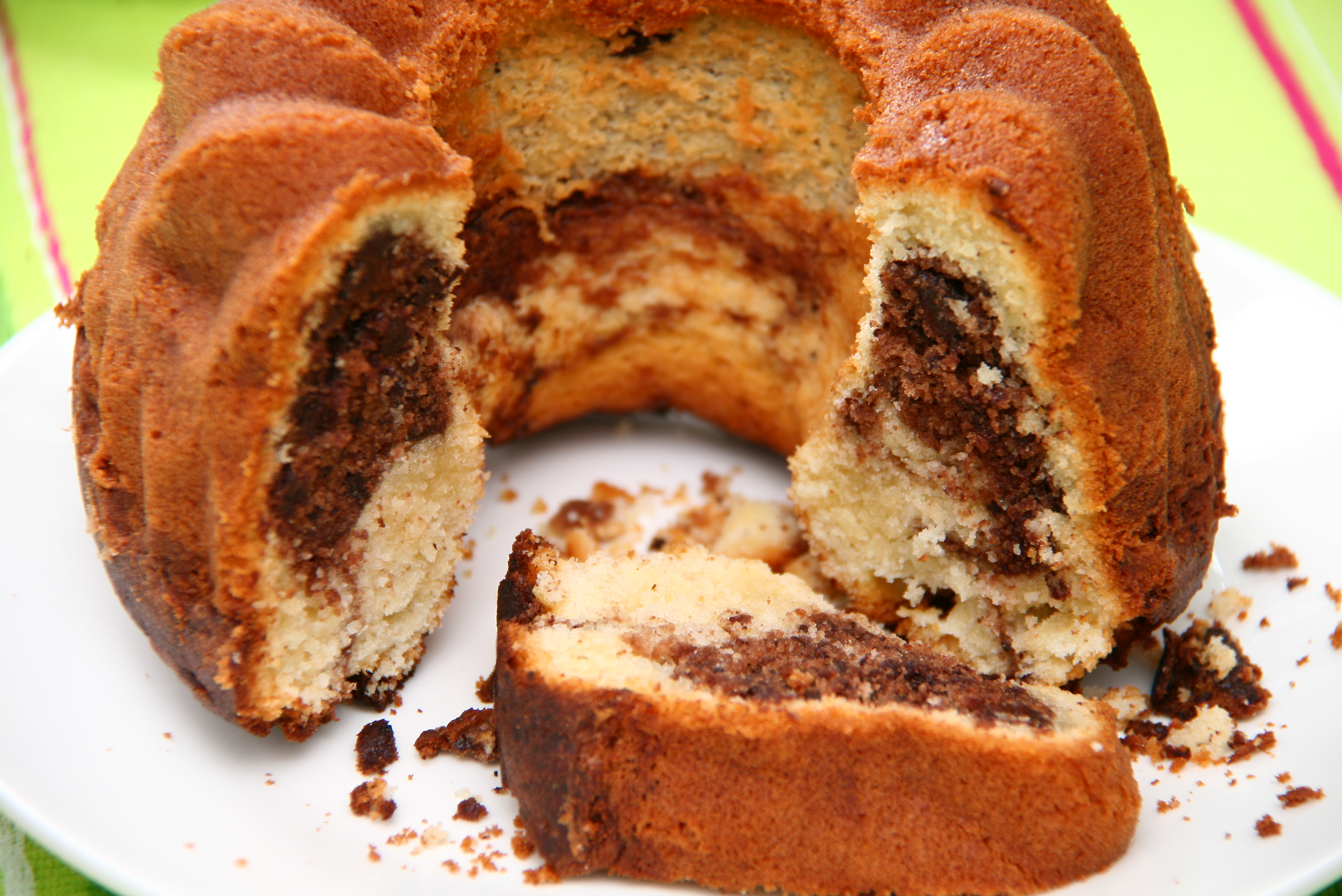
Marmorierter Gugelhupf (marble bundt cake)

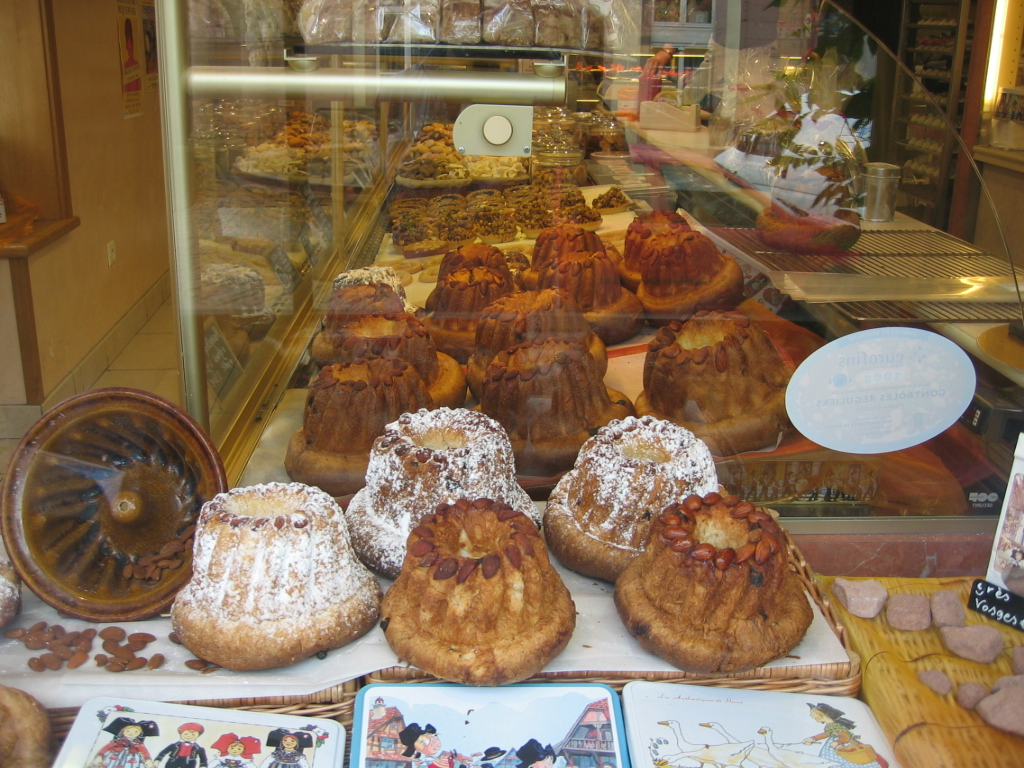
Kougelhopfe in Riquewihr, Elsass

Der Gugelhupf (österreichisch: Guglhupf; schweizerisch: Gugelhupf oder Gugelhopf; im Elsass: Kougelhopf oder Kouglof) ist ein Napfkuchen aus Rührmasse, Biskuitmasse oder Hefeteig, oft marmoriert oder mit Rosinen. Gugelhupf ist besonders in Österreich und den Nachfolgestaaten der österreichisch-ungarischen Monarchie, dem Elsass, in Süddeutschland, in der Schweiz und in Polen populär sowie bei den Pennsylvaniendeutschen (als Deitscher Kuchen).
Ursprünglich wohl in einem rundlichen Napf oder kleinen Kessel zubereitet, wird er heute in einer typischen, hohen Kranzform aus Metall, Keramik, Glas oder Silikon mit einer kaminartigen Öffnung in der Mitte gebacken, die klassischen Puddingformen ähnelt und den Teig gleichmäßiger garen lässt. Besonders in Österreich ist Gugelhupf allerdings keine Bezeichnung für einen bestimmten Teig, sondern für die charakteristische Form. Er wird oft als Geburtstagskuchen gebacken.

## Namensherkunft
Der erste Wortteil von Gugelhupf wird vermutlich von Gugel abgeleitet, weil die Backform dem Kopftuch (Gugel) gleicht, das die Bäuerinnen sich um den Kopf binden; diese Erklärung findet sich 1774 bei Adelung, aber auch 1872 bei Schmeller und laut Franz Maier-Bruck im Kochbuch der Wienerin Emma Eckhart Der häusliche Herd von 1876, dort im Anhang Haushaltskunde: Küchen-Deutsch.
Den zweiten Wortbestandteil -hopf leitete Adelung (unter dem Lemma Kugelhippe) von Schopf ab, was mit diesen Begriffen zu Haupt und Haube gehört; ein Kopfputz für Frauen namens Gogelhopf ist nachweisbar in Schriften ab dem 17. Jahrhundert. Weigand bildete den Zusammenhang zu Hefeteig und Hepfen, einem bayerischen Ausdruck für Hefe, so ist auch im Duden die vermutete Herkunft von Hefe, was volksetymologisch zu hüpfen gehört. Allerdings ist nicht eindeutig geklärt, wie der Kuchen zu diesem Namen kam.

### Gugelhupf
Gugelhupf ist eine süddeutsch-österreichisch-schweizerische Bezeichnung. Diese Variante erscheint auch in österreichischen Kochbüchern des 18. Jahrhunderts. Im nord- und mitteldeutschen Raum spricht man von Napfkuchen oder Topfkuchen, bezogen auf die Backform. Manche Bäcker unterscheiden jedoch den Gugelhupf mit schräg verlaufenden Rillen auf der Oberfläche vom Napfkuchen mit gleichem Teig, aber mit senkrecht verlaufenden Rillen. Im Elsass K(o)ugelhopf, französisiert kouglof oder auch Baba, in Norddeutschland Puffer.

### Bundkuchen
Im Rheinland und in der Pfalz spricht man auch von Bund(e)kuchen, was auf die Ähnlichkeit der Backform mit der Flechttechnik namens türkischer Bund zurückgeht; diese Vermutung ist auch bei Weigand bezüglich Gugel(hupf) zu finden („nach der hauben-, bundähnlichen Gestalt“). Die frühere Backformbezeichnung türkischer Bund ist im deutschen Sprachraum nicht mehr gebräuchlich. Doch in den Niederlanden heißt der Kuchen nach wie vor tulband (= Turban). In den USA werden Kuchen aus Gugelhupf-Formen als Bundt cake bezeichnet. Jüdische Einwanderer brachten das deutsche Gebäck nach Amerika.

### Bäbe / Babe
In der Niederlausitz und in Sachsen spricht man von Bäbe, was sich von dem wendischen baba herleitet.
In der Oberlausitz und in Schlesien spricht man von Babe, was sich von dem polnischen baba, babka herleitet. Nach den Sprachforschern Johann Andreas Schmeller und den Brüdern Grimm kommt Babe vom mittelhochdeutschen bâbe (lat.vetula, alte Frau; rheinhessisch alde bâbe), eine Bezeichnung für Topfkuchen, Scherbenkuchen, Napfkuchen, Aschkuchen.

### Aschkuchen
Im Raum zwischen Thüringen und Schlesien ist die Bezeichnung Aschkuchen üblich, was von Asch (ostmitteldeutsch für Napf, tiefe Schüssel; mittelhochdeutsch asch = Schüssel, kleines Schiff) abgeleitet ist, einem altertümlichen irdenen Napf, dessen weite Form sich nach unten verjüngt. Andere Quellen leiten Aschkuchen auch von dem Brauch ab, etwas in der Asche zu backen.

### Rodonkuchen
In Nordwestdeutschland ist der Napfkuchen auch als Rodonkuchen oder Ratonkuchen bekannt, wobei die Wortherkunft beider Begriffe unklar ist. Wegen der rohrförmigen Öffnung mittig in der Backform leiteten einige Sprachforscher Ratonkuchen vom französischen Wort raton „kleine Ratte“ ab, andere Etymologen wiederum von lat. rotunda.

## Zubereitung
Für einen Gugelhupf aus Hefeteig wird der eireiche Teig fließend weich hergestellt (nicht knetbar) und in der typischen Backform gebacken. Danach wird er mit Puderzucker bestreut. Er enthält meist einen Anteil Rosinen und gestiftelte Mandeln.
Gugelhupf aus Rührmasse wird traditionell durch Zugabe von Milch und Eiern flüssig gehalten und ohne Backtriebmittel hergestellt, während das Beifügen von Backpulver kompaktere Rührmassen erlaubt.
Regional ist es auch üblich, einen Marmorkuchen als Gugelhupf zu backen und den Teig zur Hälfte mit Kakao zu färben, oder den Kuchen mit Kuvertüre zu überziehen.

## Geschichte

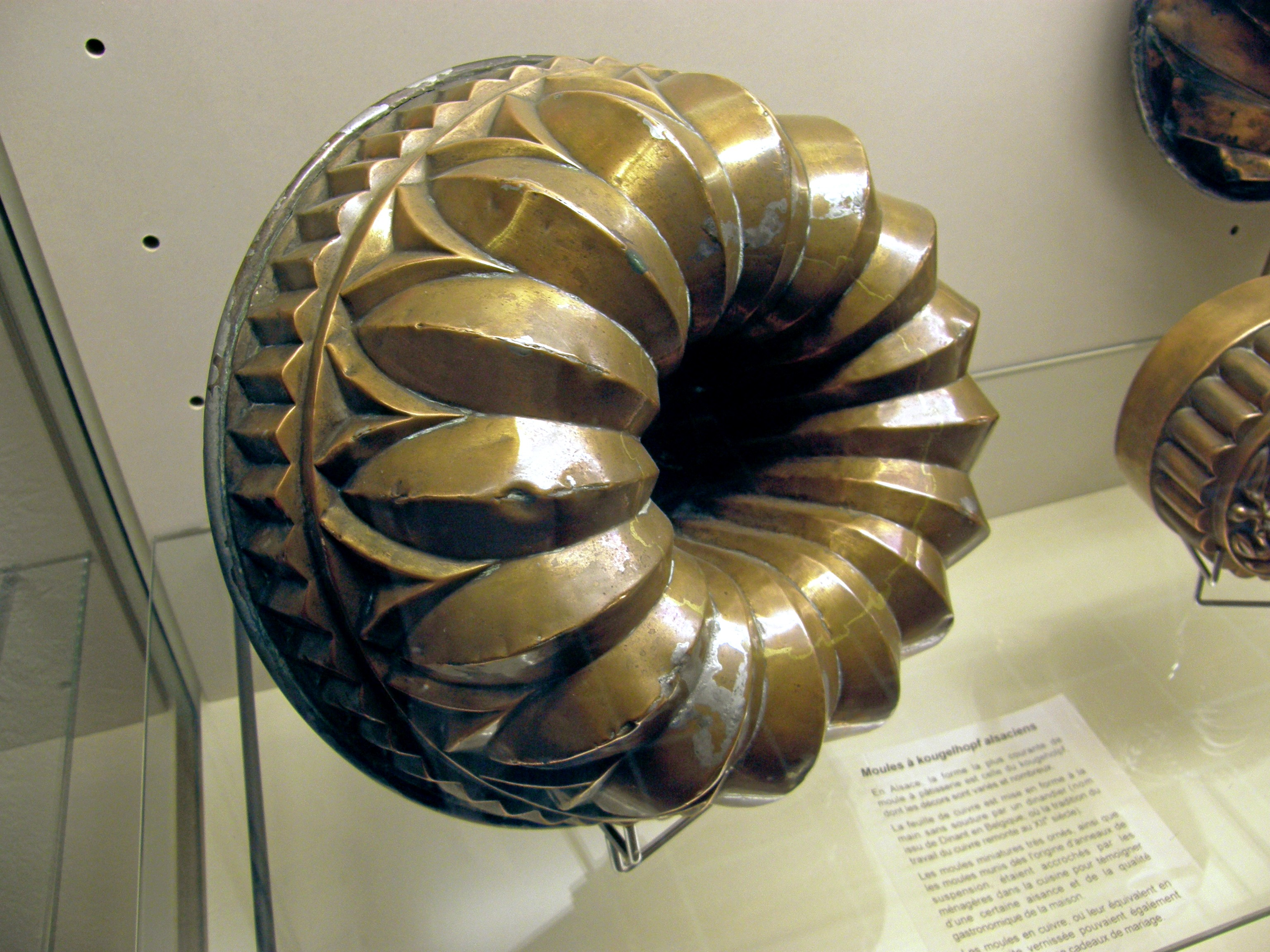
Gugelhupf-Form im Unterlinden-Museum

Gugelhupfformen in der heutigen Form lassen sich bereits für die Römerzeit nachweisen, wie Ausgrabungen in Carnuntum, einer römischen Stadt in der Nähe von Wien, zeigen. Rezepte für Gugelhupf und Napfkuchen existieren seit dem 17. Jahrhundert. Seit dieser Zeit werden Backformen aus Kupfer neben solchen aus Holz oder Ton verwendet, die seit dem Ende des 17. Jahrhunderts auch den typischen Schornstein in der Mitte aufweisen. In der bäuerlichen Küche wurde bis weit ins 19. Jahrhundert Hafnerkeramik verwendet. Im 19. Jahrhundert setzten sich fabrikmäßig erzeugte (und auch beschichtete) Blechformen durch. Hohe Backformen wurden zwar auch bereits im Mittelalter verwendet, sie lassen sich jedoch nicht eindeutig einem bestimmten Kuchenteig zuordnen.
Der Gugelhupf wurde in der Biedermeierzeit in Deutschland und Österreich im Bürgertum populär und galt geradezu als Statussymbol. Alte Kochbücher belegen, dass es lange Zeit kein Standardrezept für diesen Kuchen gab. „Je nach Region, festlichem Anlass und wirtschaftlichem Vermögen wurde der Gugelhupf aus Hefe-, Rühr- oder Biskuitteig entweder recht einfach oder mit aufwendigen Zutaten bereitet, also viel Butter, Mandeln, Zitrone oder Rosinen, und mit Schokolade überzogen oder auch mit Puderzucker bestäubt.“

## Legenden
Einer Legende nach soll die Erzherzogin von Österreich und spätere Königin von Frankreich Marie-Antoinette den Gugelhupf an den Hof von Versailles gebracht haben. Dieser Legende widersprechen die Gugelhupf-Kuchenformen aus den 1600er Jahren in mehreren französischen Museen, und viele Kuchenformen in diesen Sammlungen sind wahrscheinlich gar ein Jahrhundert älter. Im Elsass nimmt der Kougelhopf ebenso einen besonderen Platz in der Esskultur ein wie in Österreich. Die Franzosen sind jedenfalls überzeugt, dass der Gugelhupf (dort Kougelhopf oder Kouglof genannt) seinen Ursprung in dem elsässischen Städtchen Ribeauvillé hat, dort findet alljährlich am zweiten Sonntag im Juni ein Gugelhupf-Fest statt (Fête du Kougelhopf).
Aus Bad Ischl, wo der Gugelhupf durch die Konditorei Zauner sehr verbreitet ist, stammt folgende Anekdote: Kaiser Franz Joseph erhielt oft bei den Besuchen von Katharina Schratt einen von ihr oder nach dem Rezept ihrer Mutter gebackenen Kaiserguglhupf. Danach ging er mit ihr auf die Jagd über den Steinkogel zum Jagdschloss Offensee. Wenn Franz Joseph das Haus von Schratt wieder heimlich verließ, pflegten die Ischler eine Redewendung zu nehmen: „Jetzt hat der Kaiser grad wieder sein’ Steinkogler Gugelhupf verspeist!“

## Varianten
- Der Reindling aus Hefeteig gehört zur traditionellen Kärntner und vor allem auch slowenischen Küche.
- Im Elsass auch als nicht-süße Varianten mit Mandeln, Walnüssen oder/und Speck zum Wein
- In Frankreich ist der Gugelhupf auch als rumgetränkter Baba au rhum bekannt.
- Der Savarin wird in Frankreich ohne Trockenfrüchte gebacken, doch dafür mit frischen Früchten belegt.
- In Mittelfranken im Raum Nürnberg und Roth heißt der Guglhupf traditionell „Schatt“

## Filme
- Der Gugelhupf – König der Kuchen. Dokumentarfilm, Österreich, 2019, 43:54 Min., Buch und Regie: Anita Lackenberger, Produktion: Produktion West, ORF, 3sat, Erstsendung: 10. Juni 2019 bei 3sat, Inhaltsangabe von 3sat, mit online-Video aufrufbar bis zum 01. Juli 2024.